# توم تشيلتون
توم تشيلتون (بالإنجليزية: Tom Chilton)‏ هو سائق سيارة سباق ومهندس بريطاني، ولد في 15 مارس 1985 في Reigate ‏ في المملكة المتحدة.

## وصلات خارجية
- الموقع الرسمي
- توم تشيلتون على موقع DriverDB.com (الإنجليزية)